# Jay Rosenblatt
Jay Rosenblatt (né en 1955) est un réalisateur américain connu pour ses films expérimentaux sur le format du film collage.

## Filmographie
- 1994 : The Smell of Burning Ants
- 1998 : Human Remains
- 2001 : Nine Lives: The Eternal Moment of Now
- 2001 : Worm
- 2002 : Prayer
- 2005 : Phantom Limb
- 2006 : Afraid So
- 2006 : I Just Wanted to Be Somebody
- 2009 : The Darkness of Day
- 2011 : The D Train
- 2021 : When We Were Bullies
- 2022 : How Do You Measure a Year?

## Distinctions
Jay Rosenblatt a obtenu plusieurs distinctions parmi lesquelles :
- Festival de Sundance 1998 - Compétition des courts métrages : mention honorable du jury pour Human Remains
- 94e cérémonie des Oscars : nommé à l'Oscar du meilleur court métrage (documentaire) pour When We Were Bullies
- 95e cérémonie des Oscars : nommé à l'Oscar du meilleur court métrage (documentaire) pour How Do You Measure a Year?